# Wyżnia Jurgowska Szczerbina
Wyżnia Jurgowska Szczerbina (słow. Vyšná Jurgovská štrbina) – wąska przełączka znajdująca się w masywie Gerlacha w słowackiej części Tatr Wysokich. Znajduje się ona w ich głównej grani i oddziela Jurgowskie Czuby od głównego, południowego wierzchołka Zadniego Gerlacha. Na Wyżnią Jurgowską Szczerbinę nie prowadzą żadne znakowane szlaki turystyczne, jej siodło jest dostępne jedynie dla taterników.
Spod Wyżniej Jurgowskiej Szczerbiny w kierunku Gerlachowskiego Ogrodu (górne piętro Doliny Kaczej oddzielone od jej głównej części Gerlachowskimi Spadami) opada długi i wybitny Żleb Komarnickich. Do Doliny Wielickiej natomiast opada jedna z odnóg Żlebu Darmstädtera.

## Historia
Pierwsze wejścia turystyczne:
- Janusz Chmielowski, Klemens Bachleda i Stanisław Stopka, 26 lipca 1904 r. – letnie,
- Aleksander Stanecki i Wiesław Stanisławski, 8 stycznia 1930 r. – zimowe.

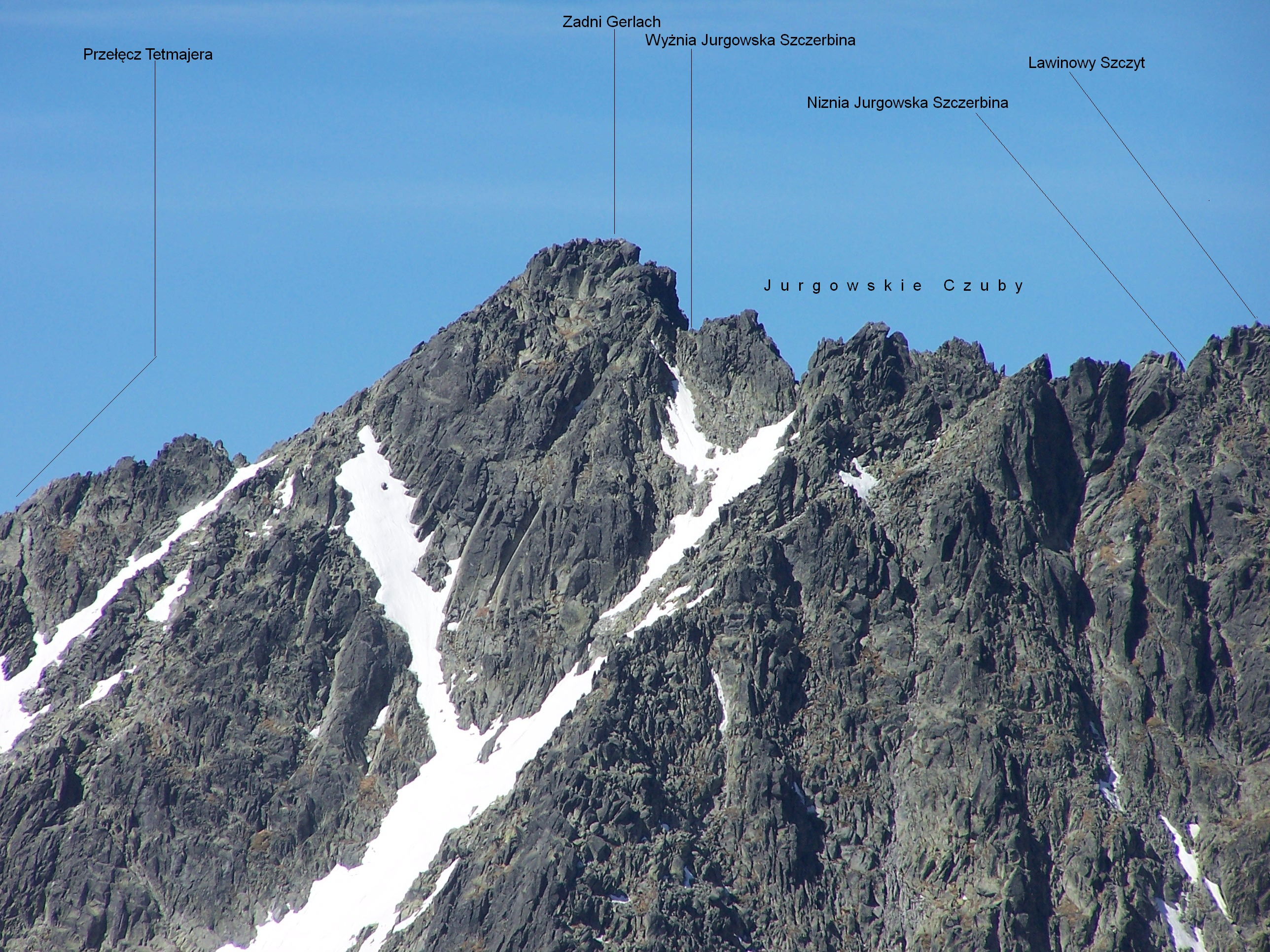
Widok ze Staroleśnego Szczytu